# Lista de municípios de São Paulo por área (1944)

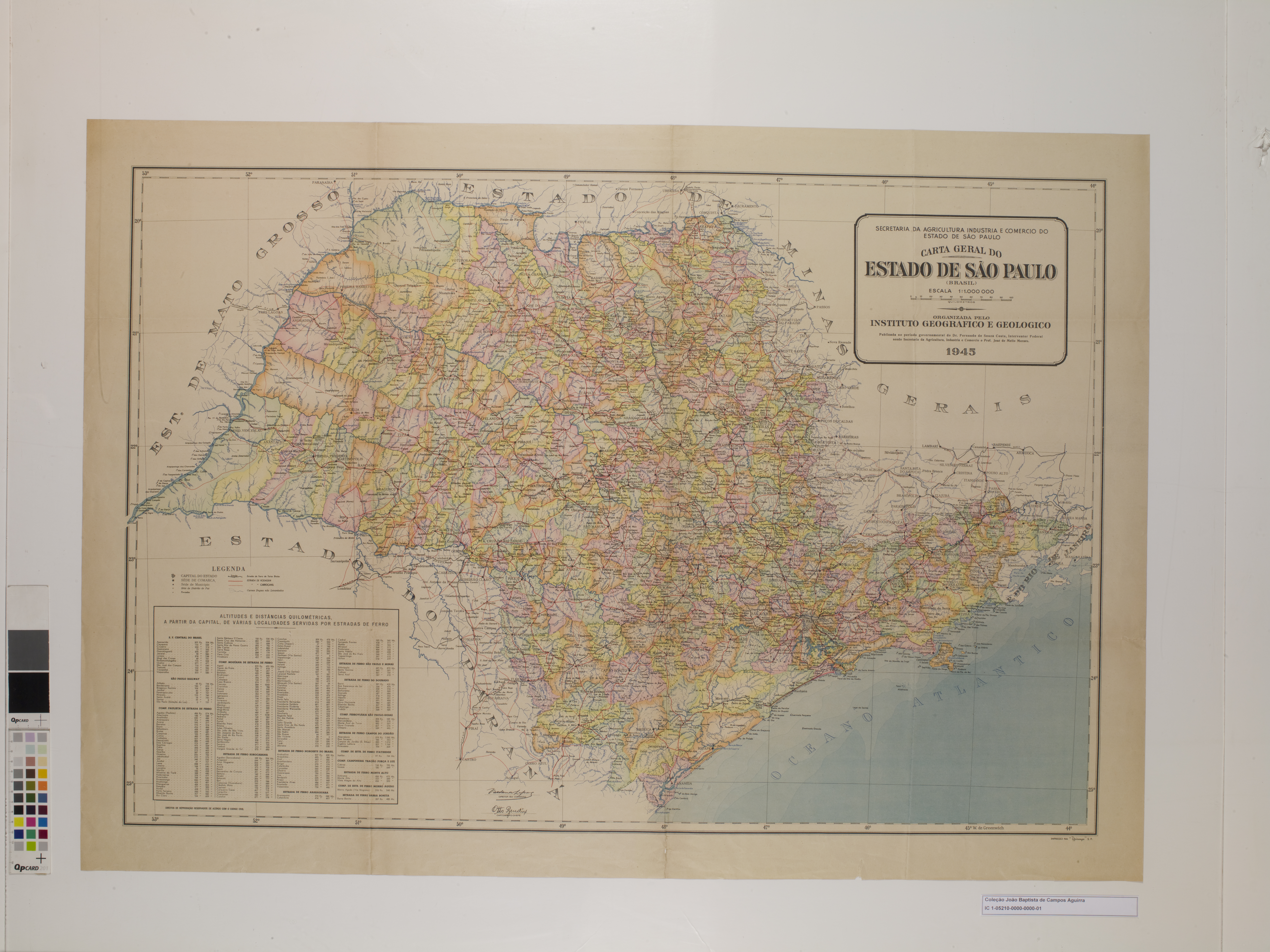
Mapa do estado de São Paulo (1944).

Esta é a divisão territorial administrativa do estado de São Paulo vigente no período entre 1945-1948, incluindo a área territorial dos municípios, com os topônimos da época. O estado de São Paulo possuía 270 municípios até 1944 e passou a contar com 305 municípios em 1945, quando foram instalados os municípios e distritos criados através do Decreto-Lei nº 14.334 de 30 de novembro de 1944.
|      | Nome                                           | Área (km2) |
| ---- | ---------------------------------------------- | ---------- |
| 1º   | Fernandópolis                                  | 6346,0     |
|      | Jales (Fernandópolis)                          |            |
|      | Pedranópolis (Fernandópolis)                   |            |
| 2º   | Presidente Venceslau                           | 6071,0     |
|      | Areia Dourada (Presidente Venceslau)           |            |
|      | Caiuá (Presidente Venceslau)                   |            |
|      | Presidente Epitácio (Presidente Venceslau)     |            |
| 3º   | Lucélia                                        | 4964,0     |
|      | Aguapeí do Alto (Lucélia)                      |            |
|      | Gracianópolis (Lucélia)                        |            |
|      | Guaraniúva (Lucélia)                           |            |
| 4º   | Pereira Barreto                                | 3336,0     |
|      | Bela Floresta (Pereira Barreto)                |            |
| 5º   | Andradina                                      | 3235,0     |
|      | Algodoal (Andradina)                           |            |
|      | Castilho (Andradina)                           |            |
|      | Guaraçaí (Andradina)                           |            |
| 6º   | Santo Anastácio                                | 2764,0     |
|      | Piquerobi (Santo Anastácio)                    |            |
|      | Ribeirão dos Índios (Santo Anastácio)          |            |
| 7º   | Itapeva                                        | 2531,0     |
|      | Campina do Veado (Itapeva)                     |            |
|      | Guarizinho (Itapeva)                           |            |
| 8º   | Monte Aprazível                                | 2450,0     |
|      | Buritama (Monte Aprazível)                     |            |
|      | Junqueira (Monte Aprazível)                    |            |
|      | Macaubal (Monte Aprazível)                     |            |
|      | Nipoã (Monte Aprazível)                        |            |
|      | Planalto (Monte Aprazível)                     |            |
|      | Poloni (Monte Aprazível)                       |            |
|      | Turiúba (Monte Aprazível)                      |            |
| 9º   | Miracatu                                       | 2446,0     |
|      | Juquiá (Miracatu)                              |            |
|      | Pedro de Toledo (Miracatu)                     |            |
|      | Tupiniquins (Miracatu)                         |            |
| 10º  | Barretos                                       | 2329,0     |
|      | Amoreira (Barretos)                            |            |
|      | Colômbia (Barretos)                            |            |
|      | Ibitu (Barretos)                               |            |
| 11º  | Araçatuba                                      | 2325,0     |
|      | Major Prado (Araçatuba)                        |            |
| 12º  | Presidente Prudente                            | 2317,0     |
|      | Anhumas (Presidente Prudente)                  |            |
|      | Eneida (Presidente Prudente)                   |            |
|      | Montalvão (Presidente Prudente)                |            |
|      | Narandiba (Presidente Prudente)                |            |
|      | Pirapozinho (Presidente Prudente)              |            |
| 13º  | Capão Bonito                                   | 2294,0     |
|      | Guapiara (Capão Bonito)                        |            |
| 14º  | Iguape                                         | 2075,0     |
| 15º  | Araraquara                                     | 2014,0     |
|      | Américo Brasiliense (Araraquara)               |            |
|      | Bueno de Andrada (Araraquara)                  |            |
|      | Gavião Peixoto (Araraquara)                    |            |
|      | Motuca (Araraquara)                            |            |
|      | Rincão (Araraquara)                            |            |
|      | Santa Lúcia (Araraquara)                       |            |
| 16º  | Itapetininga                                   | 1945,0     |
|      | Alambari (Itapetininga)                        |            |
|      | Gramadinho (Itapetininga)                      |            |
|      | Morro do Alto (Itapetininga)                   |            |
| 17º  | Apiaí                                          | 1913,0     |
|      | Araçaíba (Apiaí)                               |            |
|      | Barra do Chapéu (Apiaí)                        |            |
|      | Itaóca (Apiaí)                                 |            |
| 18º  | Votuporanga                                    | 1887,0     |
|      | Cardoso (Votuporanga)                          |            |
|      | Igapira (Votuporanga)                          |            |
| 19º  | Tanabi                                         | 1825,0     |
|      | Américo de Campos (Tanabi)                     |            |
|      | Cosmorama (Tanabi)                             |            |
|      | Ibiporanga (Tanabi)                            |            |
| 20º  | Iporanga                                       | 1768,0     |
|      | Barra do Turvo (Iporanga)                      |            |
| 21º  | Franca                                         | 1758,0     |
|      | Guapuã (Franca)                                |            |
|      | Jeriquara (Franca)                             |            |
|      | Restinga (Franca)                              |            |
|      | Ribeirão Corrente (Franca)                     |            |
|      | São José da Bela Vista (Franca)                |            |
| 22º  | Iepê                                           | 1649,0     |
|      | Agissê (Iepê)                                  |            |
| 23º  | Registro                                       | 1648,0     |
|      | Sete Barras (Registro)                         |            |
| 24º  | Xiririca                                       | 1647,0     |
|      | Braço (Xiririca)                               |            |
|      | Itapeúna (Xiririca)                            |            |
| 25º  | Jacupiranga                                    | 1628,0     |
|      | Cajati (Jacupiranga)                           |            |
|      | Pariquera-Açu (Jacupiranga)                    |            |
| 26º  | Botucatú                                       | 1582,0     |
|      | Pardinho (Botucatú)                            |            |
|      | Porto Martins (Botucatú)                       |            |
|      | Vitoriana (Botucatú)                           |            |
| 27º  | Avaré                                          | 1567,0     |
|      | Arandu (Avaré)                                 |            |
| 28º  | Pirajuí                                        | 1547,0     |
|      | Balbinos (Pirajuí)                             |            |
|      | Corredeira (Pirajuí)                           |            |
|      | Pongaí (Pirajuí)                               |            |
|      | Pradínia (Pirajuí)                             |            |
|      | Reginópolis (Pirajuí)                          |            |
|      | Uru (Pirajuí)                                  |            |
| 29º  | Paulo de Faria                                 | 1532,0     |
|      | Orindiúva (Paulo de Faria)                     |            |
|      | Veadnho do Porto (Paulo de Faria)              |            |
| 30º  | General Salgado                                | 1530,0     |
|      | Auriflama (General Salgado)                    |            |
| 31º  | Piracicaba                                     | 1522,0     |
|      | Artemis (Piracicaba)                           |            |
|      | Charqueada (Piracicaba)                        |            |
|      | Ibitiruna (Piracicaba)                         |            |
|      | Saltinho (Piracicaba)                          |            |
|      | Tupi (Piracicaba)                              |            |
| 32º  | São Paulo                                      | 1503,0     |
|      | Baquirivú (São Paulo)                          |            |
|      | Guaianazes (São Paulo)                         |            |
|      | Itaquera (São Paulo)                           |            |
|      | Parelheiros (São Paulo)                        |            |
|      | Perus (São Paulo)                              |            |
| 33º  | Cunha                                          | 1489,0     |
|      | Campos de Cunha (Cunha)                        |            |
| 34º  | São José dos Campos                            | 1433,0     |
|      | Buquira (São José dos Campos)                  |            |
|      | Eugênio de Melo (São José dos Campos)          |            |
|      | São Francisco Xavier (São José dos Campos)     |            |
| 35º  | Santa Cruz do Rio Pardo                        | 1414,0     |
|      | Caporanga (Santa Cruz do Rio Pardo)            |            |
|      | Clarínia (Santa Cruz do Rio Pardo)             |            |
|      | Rio Turvo (Santa Cruz do Rio Pardo)            |            |
|      | Sodrélia (Santa Cruz do Rio Pardo)             |            |
| 36º  | Presidente Bernardes                           | 1399,0     |
|      | Araxãs (Presidente Bernardes)                  |            |
|      | Dumontina (Presidente Bernardes)               |            |
| 37º  | São Carlos                                     | 1398,0     |
|      | Ibaté (São Carlos)                             |            |
|      | Santa Eudóxia (São Carlos)                     |            |
| 38º  | Morro Agudo                                    | 1394,0     |
| 39º  | Rancharia                                      | 1382,0     |
| 40º  | Piedade                                        | 1378,0     |
|      | Tapiraí (Piedade)                              |            |
| 41º  | Campinas                                       | 1377,0     |
|      | Paulínia (Campinas)                            |            |
|      | Souzas (Campinas)                              |            |
|      | Sumaré (Campinas)                              |            |
|      | Valinhos (Campinas)                            |            |
| 42º  | Itanhaém                                       | 1362,0     |
|      | Itariri (Itanhaém)                             |            |
| 43º  | Itaporanga                                     | 1347,0     |
|      | Barão de Antonina (Itaporanga)                 |            |
|      | Coronel Macedo (Itaporanga)                    |            |
|      | Ribeirão Vermelho do Sul (Itaporanga)          |            |
| 44º  | Mogi das Cruzes                                | 1347,0     |
|      | Biritiba Mirim (Mogi das Cruzes)               |            |
|      | Itaquaquecetuba (Mogi das Cruzes)              |            |
|      | Jundiapeba (Mogi das Cruzes)                   |            |
|      | Poá (Mogi das Cruzes)                          |            |
|      | Sabaúna (Mogi das Cruzes)                      |            |
|      | Suzano (Mogi das Cruzes)                       |            |
|      | Taiaçupeba (Mogi das Cruzes)                   |            |
| 45º  | Tupã                                           | 1346,0     |
|      | Iacri (Tupã)                                   |            |
|      | Varpa (Tupã)                                   |            |
| 46º  | Marília                                        | 1335,0     |
|      | Amadeu Amaral (Marília)                        |            |
|      | Avencas (Marília)                              |            |
|      | Dirceu (Marília)                               |            |
|      | Lácio (Marília)                                |            |
|      | Ocauçu (Marília)                               |            |
|      | Padre Nóbrega (Marília)                        |            |
|      | Rosália (Marília)                              |            |
| 47º  | Cananéia                                       | 1317,0     |
|      | Ariri (Cananéia)                               |            |
| 48º  | Itararé                                        | 1314,0     |
| 49º  | Mogi Mirim                                     | 1312,0     |
|      | Artur Nogueira (Mogi Mirim)                    |            |
|      | Conchal (Mogi Mirim)                           |            |
|      | Jaguariúna (Mogi Mirim)                        |            |
|      | Posse da Ressaca (Mogi Mirim)                  |            |
| 50º  | São Simão                                      | 1281,0     |
|      | Luís Antônio (São Simão)                       |            |
| 51º  | Assis                                          | 1271,0     |
|      | Florínea (Assis)                               |            |
|      | Tarumã (Assis)                                 |            |
| 52º  | Olímpia                                        | 1238,0     |
|      | Altair (Olímpia)                               |            |
|      | Baguaçu (Olímpia)                              |            |
|      | Ribeiro dos Santos (Olímpia)                   |            |
|      | Severínia (Olímpia)                            |            |
| 53º  | Buri                                           | 1231,0     |
|      | Aracaçu (Buri)                                 |            |
| 54º  | Guaíra                                         | 1217,0     |
| 55º  | Itaí                                           | 1214,0     |
| 56º  | Ubirama                                        | 1202,0     |
|      | Alfredo Guedes (Ubirama)                       |            |
|      | Borebi (Ubirama)                               |            |
| 57º  | Nhandeara                                      | 1189,0     |
|      | Floreal (Nhandeara)                            |            |
|      | Magda (Nhandeara)                              |            |
| 58º  | Penápolis                                      | 1163,0     |
|      | Alto Alegre (Penápolis)                        |            |
| 59º  | Cafelândia                                     | 1161,0     |
|      | Bacuriti (Cafelândia)                          |            |
|      | Cafesópolis (Cafelândia)                       |            |
|      | Inhema (Cafelândia)                            |            |
|      | Simões (Cafelândia)                            |            |
| 60º  | Itaberá                                        | 1142,0     |
| 61º  | Lins                                           | 1142,0     |
|      | Guaiçara (Lins)                                |            |
|      | Sabino (Lins)                                  |            |
| 62º  | Guararapes                                     | 1133,0     |
|      | Ribeiro do Vale (Guararapes)                   |            |
|      | Rubiácea (Guararapes)                          |            |
| 63º  | Itapecerica da Serra                           | 1131,0     |
|      | Embu (Itapecerica da Serra)                    |            |
|      | Embu-Guaçu (Itapecerica da Serra)              |            |
|      | Juquitiba (Itapecerica da Serra)               |            |
| 64º  | São Miguel Arcanjo                             | 1107,0     |
| 65º  | São Luís do Paraitinga                         | 1098,0     |
|      | Catuçaba (São Luís do Paraitinga)              |            |
|      | Lagoinha (São Luís do Paraitinga)              |            |
| 66º  | Iacanga                                        | 1087,0     |
|      | Jacuba (Iacanga)                               |            |
|      | Soturna (Iacanga)                              |            |
| 67º  | São José do Rio Preto                          | 1087,0     |
|      | Borboleta (São José do Rio Preto)              |            |
|      | Engenheiro Schmidt (São José do Rio Preto)     |            |
|      | Guapiaçu (São José do Rio Preto)               |            |
|      | Ipiguá (São José do Rio Preto)                 |            |
|      | Talhado (São José do Rio Preto)                |            |
| 68º  | Brotas                                         | 1086,0     |
| 69º  | Novo Horizonte                                 | 1072,0     |
| 70º  | José Bonifácio                                 | 1056,0     |
|      | Ubarana (José Bonifácio)                       |            |
| 71º  | Rio Claro                                      | 1053,0     |
|      | Corumbataí (Rio Claro)                         |            |
|      | Ipeúna (Rio Claro)                             |            |
|      | Santa Gertrudes (Rio Claro)                    |            |
| 72º  | Regente Feijó                                  | 1052,0     |
|      | Caiabu (Regente Feijó)                         |            |
|      | Indiana (Regente Feijó)                        |            |
|      | Taciba (Regente Feijó)                         |            |
| 73º  | Ribeirão Preto                                 | 1042,0     |
|      | Gaturamo (Ribeirão Preto)                      |            |
|      | Guatapará (Ribeirão Preto)                     |            |
| 74º  | Maracaí                                        | 1041,0     |
|      | Cruzália (Maracaí)                             |            |
| 75º  | Itatinga                                       | 1036,0     |
|      | Lobo (Itatinga)                                |            |
| 76º  | Agudos                                         | 1033,0     |
|      | Domélia (Agudos)                               |            |
|      | Paulistânia (Agudos)                           |            |
| 77º  | São Pedro do Turvo                             | 1032,0     |
|      | Ubirajara (São Pedro do Turvo)                 |            |
| 78º  | Valparaíso                                     | 1026,0     |
|      | Alto Pimenta (Valparaíso)                      |            |
| 79º  | Cajurú                                         | 1018,0     |
|      | Cássia dos Coqueiros (Cajurú)                  |            |
|      | Cruz da Esperança (Cajurú)                     |            |
| 80º  | Angatuba                                       | 1017,0     |
| 81º  | Araguaçu                                       | 1016,0     |
|      | Borá (Araguaçu)                                |            |
|      | Conceição do Monte Alegre (Araguaçu)           |            |
|      | Sapezal (Araguaçu)                             |            |
| 82º  | Ibiúna                                         | 1016,0     |
| 83º  | Casa Branca                                    | 1012,0     |
|      | Ipaobi (Casa Branca)                           |            |
|      | Itobi (Casa Branca)                            |            |
| 84º  | Bragança Paulista                              | 1006,0     |
|      | Pedra Bela (Bragança Paulista)                 |            |
|      | Pinhalzinho (Bragança Paulista)                |            |
|      | Tuiuti (Bragança Paulista)                     |            |
|      | Vargem (Bragança Paulista)                     |            |
| 85º  | Garça                                          | 998,0      |
|      | Álvaro de Carvalho (Garça)                     |            |
|      | Lupércio (Garça)                               |            |
| 86º  | Mirandópolis                                   | 986,0      |
|      | Amandaba (Mirandópolis)                        |            |
| 87º  | Pompéia                                        | 973,0      |
|      | Novo Cravinhos (Pompéia)                       |            |
|      | Paulópolis (Pompéia)                           |            |
|      | Queiroz (Pompéia)                              |            |
| 88º  | Guaraci                                        | 962,0      |
|      | Icém (Guaraci)                                 |            |
| 89º  | Pirajú                                         | 956,0      |
|      | Sarutaiá (Pirajú)                              |            |
|      | Tejupá (Pirajú)                                |            |
|      | Timburi (Pirajú)                               |            |
| 90º  | São Manuel                                     | 952,0      |
|      | Água da Rosa (São Manuel)                      |            |
|      | Areiópolis (São Manuel)                        |            |
|      | Pratânia (São Manuel)                          |            |
| 91º  | Itápolis                                       | 951,0      |
|      | Nova América (Itápolis)                        |            |
|      | Tapinas (Itápolis)                             |            |
| 92º  | Quatá                                          | 947,0      |
|      | João Ramalho (Quatá)                           |            |
| 93º  | Pedregulho                                     | 943,0      |
|      | Igaçaba (Pedregulho)                           |            |
|      | Rifaina (Pedregulho)                           |            |
| 94º  | Pirassununga                                   | 917,0      |
|      | Santa Cruz da Conceição (Pirassununga)         |            |
| 95º  | Igarapava                                      | 916,0      |
|      | Aramina (Igarapava)                            |            |
|      | Buritizal (Igarapava)                          |            |
| 96º  | Sorocaba                                       | 913,0      |
|      | Brigadeiro Tobias (Sorocaba)                   |            |
|      | Salto de Pirapora (Sorocaba)                   |            |
|      | Votorantim (Sorocaba)                          |            |
| 97º  | Altinópolis                                    | 902,0      |
| 98º  | Martinópolis                                   | 902,0      |
|      | Teçaindá (Martinópolis)                        |            |
| 99º  | Mogi Guaçu                                     | 894,0      |
| 100º | Jundiaí                                        | 892,0      |
|      | Rocinha (Jundiaí)                              |            |
| 101º | Santos                                         | 892,0      |
|      | Bertioga (Santos)                              |            |
|      | Cubatão (Santos)                               |            |
| 102º | Tatuí                                          | 876,0      |
|      | Cesário Lange (Tatuí)                          |            |
|      | Quadra (Tatuí)                                 |            |
| 103º | São Pedro                                      | 865,0      |
|      | Tupanci (São Pedro)                            |            |
| 104º | Guaratinguetá                                  | 862,0      |
| 105º | Promissão                                      | 861,0      |
|      | Dinísia (Promissão)                            |            |
|      | Ipês (Promissão)                               |            |
|      | Tobiaras (Promissão)                           |            |
| 106º | Ribeirão Branco                                | 861,0      |
| 107º | São Joaquim da Barra                           | 860,0      |
|      | Ipuã (São Joaquim da Barra)                    |            |
| 108º | Batatais                                       | 833,0      |
| 109º | Baurú                                          | 833,0      |
|      | Tibiriçá (Baurú)                               |            |
| 110º | Getulina                                       | 824,0      |
|      | Guaimbé (Getulina)                             |            |
|      | Macucos (Getulina)                             |            |
| 111º | Jaboticabal                                    | 822,0      |
|      | Córrego Rico (Jaboticabal)                     |            |
|      | Luzitânia (Jaboticabal)                        |            |
|      | Taiaçu (Jaboticabal)                           |            |
|      | Taiúva (Jaboticabal)                           |            |
| 112º | Limeira                                        | 812,0      |
|      | Cordeirópolis (Limeira)                        |            |
|      | Iracemápolis (Limeira)                         |            |
|      | Tatu (Limeira)                                 |            |
| 113º | Mococa                                         | 811,0      |
|      | Igaraí (Mococa)                                |            |
|      | São Benedito das Areias (Mococa)               |            |
| 114º | Paranapanema                                   | 811,0      |
| 115º | Miguelópolis                                   | 810,0      |
| 116º | Osvaldo Cruz                                   | 804,0      |
| 117º | Descalvado                                     | 796,0      |
| 118º | Pederneiras                                    | 793,0      |
|      | Guaianás (Pederneiras)                         |            |
|      | Santelmo (Pederneiras)                         |            |
| 119º | Patrocínio do Sapucaí                          | 785,0      |
|      | Itirapuã (Patrocínio do Sapucaí)               |            |
| 120º | Natividade da Serra                            | 782,0      |
|      | Bairro Alto (Natividade da Serra)              |            |
| 121º | Nova Granada                                   | 781,0      |
|      | Ingás (Nova Granada)                           |            |
|      | Mangaratú (Nova Granada)                       |            |
|      | Onda Branca (Nova Granada)                     |            |
|      | Onda Verde (Nova Granada)                      |            |
| 122º | Palmital                                       | 780,0      |
|      | Platina (Palmital)                             |            |
|      | Sussuí (Palmital)                              |            |
| 123º | São Roque                                      | 778,0      |
|      | Araçariguama (São Roque)                       |            |
|      | Mairinque (São Roque)                          |            |
|      | Taxaquara (São Roque)                          |            |
| 124º | Bananal                                        | 764,0      |
|      | Arapeí (Bananal)                               |            |
| 125º | Bilac                                          | 752,0      |
|      | Piacatu (Bilac)                                |            |
| 126º | Pirambóia                                      | 751,0      |
|      | Anhembi (Pirambóia)                            |            |
| 127º | Taquaritinga                                   | 722,0      |
|      | Cândido Rodrigues (Taquaritinga)               |            |
|      | Guariroba (Taquaritinga)                       |            |
|      | Jurupema (Taquaritinga)                        |            |
|      | Santa Ernestina (Taquaritinga)                 |            |
| 128º | Atibaia                                        | 721,0      |
|      | Jarinú (Atibaia)                               |            |
| 129º | Ituverava                                      | 721,0      |
| 130º | Paraibuna                                      | 711,0      |
| 131º | Ribeira                                        | 710,0      |
|      | Itapirapuã (Ribeira)                           |            |
| 132º | Santa Isabel                                   | 710,0      |
|      | Arujá (Santa Isabel)                           |            |
|      | Igaratá (Santa Isabel)                         |            |
| 133º | Bariri                                         | 708,0      |
|      | Itajú (Bariri)                                 |            |
| 134º | Santa Rita do Passa Quatro                     | 707,0      |
|      | Jacirendi (Santa Rita do Passa Quatro)         |            |
| 135º | Piratininga                                    | 702,0      |
|      | Pirajaí (Piratininga)                          |            |
| 136º | Pilar do Sul                                   | 695,0      |
| 137º | Fartura                                        | 691,0      |
|      | Taguaí (Fartura)                               |            |
| 138º | Ibirarema                                      | 686,0      |
|      | Nuretama (Ibirarema)                           |            |
| 139º | Lutécia                                        | 670,0      |
|      | Amarílis (Lutécia)                             |            |
| 140º | Matão                                          | 661,0      |
|      | Dobrada (Matão)                                |            |
|      | São Lourenço do Turvo (Matão)                  |            |
| 141º | Bebedouro                                      | 660,0      |
|      | Botafogo (Bebedouro)                           |            |
|      | Turvínia (Bebedouro)                           |            |
| 142º | Pindamonhangaba                                | 660,0      |
| 143º | São José do Rio Pardo                          | 657,0      |
|      | Sapecado (São José do Rio Pardo)               |            |
| 144º | Colina                                         | 652,0      |
|      | Jaborandi (Colina)                             |            |
| 145º | Ubatuba                                        | 652,0      |
|      | Picinguaba (Ubatuba)                           |            |
| 146º | Boa Esperança do Sul                           | 651,0      |
|      | Trabiju (Boa Esperança do Sul)                 |            |
| 147º | Coroados                                       | 651,0      |
|      | Brejo Alegre (Coroados)                        |            |
|      | Clementina (Coroados)                          |            |
| 148º | Santa Bárbara do Rio Pardo                     | 651,0      |
|      | Iaras (Santa Bárbara do Rio Pardo)             |            |
| 149º | Palestina                                      | 647,0      |
|      | Boturuna (Palestina)                           |            |
|      | Duplo Céu (Palestina)                          |            |
|      | Jurupeba (Palestina)                           |            |
| 150º | Bofete                                         | 641,0      |
| 151º | Mirassol                                       | 628,0      |
|      | Bálsamo (Mirassol)                             |            |
|      | Jaci (Mirassol)                                |            |
|      | Mirassolândia (Mirassol)                       |            |
| 152º | Itu                                            | 617,0      |
|      | Pirapitingui (Itu)                             |            |
| 153º | Barreiro                                       | 615,0      |
| 154º | Guareí                                         | 597,0      |
| 155º | Capivari                                       | 595,0      |
|      | Mombuca (Capivari)                             |            |
|      | Rafard (Capivari)                              |            |
| 156º | Nova Aliança                                   | 592,0      |
|      | Adolfo (Nova Aliança)                          |            |
|      | Mendonça (Nova Aliança)                        |            |
|      | Nova Itapirema (Nova Aliança)                  |            |
| 157º | Tambaú                                         | 584,0      |
| 158º | Ibitinga                                       | 578,0      |
|      | Cambaratiba (Ibitinga)                         |            |
| 159º | Dois Córregos                                  | 576,0      |
|      | Guarapuã (Dois Córregos)                       |            |
| 160º | Taubaté                                        | 572,0      |
|      | Quiririm (Taubaté)                             |            |
| 161º | Itirapina                                      | 565,0      |
|      | Itaqueri da Serra (Itirapina)                  |            |
| 162º | Porto Feliz                                    | 565,0      |
| 163º | Birigui                                        | 563,0      |
| 164º | Araçoiaba da Serra                             | 561,0      |
|      | Varnhagem (Araçoiaba da Serra)                 |            |
| 165º | Araras                                         | 561,0      |
| 166º | Parapuã                                        | 561,0      |
| 167º | Irapuã                                         | 558,0      |
|      | Sales (Irapuã)                                 |            |
| 168º | Lavínia                                        | 556,0      |
| 169º | Cerqueira César                                | 551,0      |
| 170º | Itapira                                        | 551,0      |
| 171º | Amparo                                         | 550,0      |
|      | Ibiti (Amparo)                                 |            |
| 172º | Avanhandava                                    | 546,0      |
|      | Barbosa (Avanhandava)                          |            |
| 173º | Álvares Machado                                | 542,0      |
|      | Alfredo Marcondes (Álvares Machado)            |            |
|      | Coronel Goulart (Álvares Machado)              |            |
| 174º | Jaú                                            | 541,0      |
|      | Potunduva (Jaú)                                |            |
| 175º | Tietê                                          | 536,0      |
|      | Cerquilho (Tietê)                              |            |
|      | Jumirim (Tietê)                                |            |
| 176º | Sertãozinho                                    | 532,0      |
|      | Barrinha (Sertãozinho)                         |            |
|      | Cruz das Posses (Sertãozinho)                  |            |
| 177º | Cotia                                          | 531,0      |
|      | Caucaia do Alto (Cotia)                        |            |
|      | Itapevi (Cotia)                                |            |
| 178º | Pinhal                                         | 530,0      |
|      | Santo Antônio do Jardim (Pinhal)               |            |
| 179º | São João da Boa Vista                          | 526,0      |
| 180º | Echaporã                                       | 520,0      |
| 181º | Tabatinga                                      | 516,0      |
|      | Nova Europa (Tabatinga)                        |            |
| 182º | Avaí                                           | 510,0      |
|      | Nogueira (Avaí)                                |            |
| 183º | Tabapuã                                        | 510,0      |
|      | Novais (Tabapuã)                               |            |
| 184º | Itatiba                                        | 502,0      |
|      | Morungaba (Itatiba)                            |            |
| 185º | Aguaí                                          | 501,0      |
| 186º | Borborema                                      | 501,0      |
| 187º | Jardinópolis                                   | 501,0      |
|      | Jurucê (Jardinópolis)                          |            |
| 188º | Itajobi                                        | 492,0      |
|      | Marapoama (Itajobi)                            |            |
| 189º | Ribeirão Bonito                                | 490,0      |
|      | Guarapiranga (Ribeirão Bonito)                 |            |
| 190º | Caconde                                        | 486,0      |
|      | Barrânia (Caconde)                             |            |
| 191º | São Sebastião                                  | 486,0      |
|      | Maresias (São Sebastião)                       |            |
| 192º | Pitangueiras                                   | 475,0      |
|      | Ibitiúva (Pitangueiras)                        |            |
|      | Taquaral (Pitangueiras)                        |            |
| 193º | Caraguatatuba                                  | 471,0      |
| 194º | Gália                                          | 471,0      |
|      | Fernão (Gália)                                 |            |
| 195º | Jacareí                                        | 471,0      |
| 196º | Santana de Parnaíba                            | 465,0      |
|      | Barueri (Santana de Parnaíba)                  |            |
|      | Cajamar (Santana de Parnaíba)                  |            |
|      | Pirapora do Bom Jesus (Santana de Parnaíba)    |            |
| 197º | Glicério                                       | 463,0      |
|      | Braúna (Glicério)                              |            |
|      | Juritis (Glicério)                             |            |
|      | Luiziânia (Glicério)                           |            |
| 198º | Lorena                                         | 456,0      |
| 199º | Socorro                                        | 454,0      |
| 200º | Catanduva                                      | 451,0      |
|      | Catiguá (Catanduva)                            |            |
|      | Elisiário (Catanduva)                          |            |
| 201º | Duartina                                       | 450,0      |
|      | Gralha (Duartina)                              |            |
| 202º | Conchas                                        | 446,0      |
|      | Juquiratiba (Conchas)                          |            |
| 203º | Salesópolis                                    | 446,0      |
| 204º | São Bernardo do Campo                          | 443,0      |
| 205º | Piracaia                                       | 442,0      |
| 206º | Nazaré Paulista                                | 441,0      |
|      | Ajuritiba (Nazaré Paulista)                    |            |
| 207º | Monte Alto                                     | 435,0      |
|      | Montesina (Monte Alto)                         |            |
|      | Vista Alegre do Alto (Monte Alto)              |            |
| 208º | Guariba                                        | 431,0      |
|      | Pradópolis (Guariba)                           |            |
| 209º | Viradouro                                      | 420,0      |
|      | Terra Roxa (Viradouro)                         |            |
| 210º | Guarantã                                       | 410,0      |
| 211º | Cravinhos                                      | 404,0      |
|      | Serrana (Cravinhos)                            |            |
| 212º | Leme                                           | 402,0      |
| 213º | Laranjal Paulista                              | 400,0      |
|      | Laras (Laranjal Paulista)                      |            |
| 214º | Santa Adélia                                   | 382,0      |
|      | Botelho (Santa Adélia)                         |            |
|      | Ururaí (Santa Adélia)                          |            |
| 215º | São Bento do Sapucaí                           | 381,0      |
|      | Santo Antônio do Pinhal (São Bento do Sapucaí) |            |
| 216º | Ilhabela                                       | 372,0      |
|      | Cambaquara (Ilhabela)                          |            |
|      | Paranabi (Ilhabela)                            |            |
| 217º | Quintana                                       | 367,0      |
| 218º | Pontal                                         | 366,0      |
| 219º | Caçapava                                       | 365,0      |
| 220º | Taquarituba                                    | 362,0      |
| 221º | Pirangi                                        | 361,0      |
|      | Paraíso (Pirangi)                              |            |
| 222º | Santo André                                    | 361,0      |
|      | Mauá (Santo André)                             |            |
|      | Paranapiacaba (Santo André)                    |            |
|      | Ribeirão Pires (Santo André)                   |            |
| 223º | Sarapuí                                        | 361,0      |
| 224º | Salto Grande                                   | 360,0      |
|      | Ribeirão dos Pintos (Salto Grande)             |            |
| 225º | Ourinhos                                       | 356,0      |
| 226º | Cândido Mota                                   | 351,0      |
| 227º | Guará                                          | 348,0      |
| 228º | Nuporanga                                      | 343,0      |
| 229º | Indaiatuba                                     | 339,0      |
| 230º | Analândia                                      | 337,0      |
| 231º | Monte Azul do Turvo                            | 336,0      |
|      | Marcondésia (Monte Azul do Turvo)              |            |
| 232º | Presidente Alves                               | 334,0      |
|      | Guaricanga (Presidente Alves)                  |            |
| 233º | Joanópolis                                     | 332,0      |
| 234º | Juqueri                                        | 332,0      |
| 235º | Sales Oliveira                                 | 332,0      |
| 236º | Guarulhos                                      | 331,0      |
| 237º | Redenção da Serra                              | 331,0      |
| 238º | Rinópolis                                      | 330,0      |
| 239º | Areias                                         | 321,0      |
| 240º | Porangaba                                      | 321,0      |
|      | Torre de Pedra (Porangaba)                     |            |
| 241º | Santo Antônio da Alegria                       | 321,0      |
| 242º | Queluz                                         | 320,0      |
| 243º | Ibirá                                          | 316,0      |
| 244º | Campos do Jordão                               | 312,0      |
| 245º | Guararema                                      | 311,0      |
| 246º | Vera Cruz                                      | 310,0      |
| 247º | Silveiras                                      | 309,0      |
| 248º | Potirendaba                                    | 306,0      |
| 249º | Franco da Rocha                                | 302,0      |
|      | Caieiras (Franco da Rocha)                     |            |
| 250º | Cruzeiro                                       | 301,0      |
| 251º | Santa Branca                                   | 293,0      |
| 252º | Serra Azul                                     | 291,0      |
| 253º | Cajobi                                         | 287,0      |
|      | Embaúba (Cajobi)                               |            |
| 254º | Torrinha                                       | 287,0      |
| 255º | São Vicente                                    | 286,0      |
| 256º | Santa Bárbara d'Oeste                          | 274,0      |
| 257º | Santa Cruz das Palmeiras                       | 271,0      |
| 258º | Boituva                                        | 270,0      |
|      | Iperó (Boituva)                                |            |
| 259º | Chavantes                                      | 270,0      |
|      | Canitar (Chavantes)                            |            |
|      | Irapé (Chavantes)                              |            |
| 260º | Vargem Grande do Sul                           | 269,0      |
| 261º | Icaturama                                      | 265,0      |
| 262º | Brodósqui                                      | 261,0      |
| 263º | Urupês                                         | 260,0      |
| 264º | Cabreúva                                       | 257,0      |
| 265º | Bernardino de Campos                           | 251,0      |
| 266º | Pereiras                                       | 250,0      |
| 267º | Aparecida                                      | 249,0      |
|      | Roseira (Aparecida)                            |            |
| 268º | Orlândia                                       | 245,0      |
| 269º | Barra Bonita                                   | 244,0      |
| 270º | Iboti                                          | 243,0      |
|      | Barra Dourada (Iboti)                          |            |
| 271º | Uchôa                                          | 242,0      |
| 272º | Porto Ferreira                                 | 240,0      |
| 273º | Itapuí                                         | 237,0      |
|      | Boracéia (Itapuí)                              |            |
| 274º | Macatuba                                       | 232,0      |
| 275º | Bocaina                                        | 230,0      |
| 276º | Grama                                          | 230,0      |
| 277º | Piquete                                        | 229,0      |
| 278º | Pindorama                                      | 226,0      |
|      | Roberto (Pindorama)                            |            |
| 279º | Rio das Pedras                                 | 221,0      |
| 280º | Dourado                                        | 219,0      |
| 281º | Valparaíba                                     | 210,0      |
| 282º | Tapiratiba                                     | 209,0      |
| 283º | Herculândia                                    | 206,0      |
|      | Juliânia (Herculândia)                         |            |
| 284º | Óleo                                           | 204,0      |
|      | Batista Botelho (Óleo)                         |            |
| 285º | Cosmópolis                                     | 202,0      |
| 286º | Ariranha                                       | 200,0      |
|      | Jaguateí (Ariranha)                            |            |
| 287º | Elias Fausto                                   | 200,0      |
| 288º | Serra Negra                                    | 200,0      |
| 289º | Jambeiro                                       | 199,0      |
| 290º | Ipauçú                                         | 197,0      |
| 291º | Oriente                                        | 194,0      |
| 292º | Bastos                                         | 191,0      |
| 293º | Americana                                      | 190,0      |
|      | Nova Odessa (Americana)                        |            |
| 294º | Manduri                                        | 184,0      |
| 295º | Lavrinhas                                      | 181,0      |
| 296º | Mineiros do Tietê                              | 181,0      |
| 297º | Monte Mor                                      | 175,0      |
| 298º | Tremembé                                       | 175,0      |
| 299º | Águas da Prata                                 | 171,0      |
| 300º | Fernando Prestes                               | 151,0      |
|      | Agulha (Fernando Prestes)                      |            |
| 301º | Cedral                                         | 140,0      |
| 302º | Salto                                          | 125,0      |
| 303º | Guarujá                                        | 123,0      |
| 304º | Pedreira                                       | 120,0      |
| 305º | Lindóia                                        | 64,0       |